# Roll with It
«Roll with It» es una canción de la banda de rock británica Oasis, escrita por su guitarrista principal Noel Gallagher. Estaba incluida en el segundo álbum de Oasis, (What's the Story) Morning Glory?, y fue después sacada a la venta como segundo sencillo del álbum, alcanzando el puesto número dos en listas del Reino Unido. Además de ser el primer sencillo en que toca la batería el nuevo miembro Alan White, que reemplazó a Tony McCarroll.
La canción tiene un gran parecido con otras tales como «Supersonic», en las que predican la importancia de ser uno mismo. Gracias a la combinación de su melodía pegadiza y su letra positiva, este tema ha sido uno de los más populares de la banda y se escucha frecuentemente en actuaciones en directo, recitales y demás eventos.

## Lista de canciones
CD single (CRESCD 212)

| N.º   | Título                                   | Duración |  |
| 1.    | «Roll With It»                           | 4:00     |  |
| 2.    | «It's Better People»                     | 3:58     |  |
| 3.    | «Rockin' Chair»                          | 4:35     |  |
| 4.    | «Live Forever» (Live At Glastonbury '95) | 4:40     |  |
| 17:37 |                                          |          |  |

Vinilo de 12" (CRE 212T)

| N.º   | Título               | Duración |  |
| 1.    | «Roll With It»       | 4:00     |  |
| 2.    | «It's Better People» | 3:58     |  |
| 3.    | «Rockin' Chair»      | 4:35     |  |
| 12:33 |                      |          |  |

Vinilo de 7" (CRE 212), Sencillo en CD cardsleeve (HES 662335 1), Casete (CRECS 212)

| N.º  | Título               | Duración |  |
| 1.   | «Some Might Say»     | 4:00     |  |
| 2.   | «It's Better People» | 3:58     |  |
| 7:58 |                      |          |  |

Sencillo en CD Australia (HES 6623255)

| N.º   | Título         | Duración |  |
| 1.    | «Roll With It» | 4:00     |  |
| 2.    | «Talk Tonight» | 4:21     |  |
| 3.    | «Acquiesce»    | 4:24     |  |
| 4.    | «Headshrinker» | 4:38     |  |
| 17:23 |                |          |  |

Vinilo promocional de 12" (CTP 212)

| N.º  | Título         | Duración |  |
| 1.   | «Roll With It» | 4:00     |  |
| 4:00 |                |          |  |

- Datos: Q2722237